# Nilea nestor
Nilea nestor är en tvåvingeart som först beskrevs av Charles Howard Curran 1927.  Nilea nestor ingår i släktet Nilea och familjen parasitflugor. Inga underarter finns listade i Catalogue of Life.